# Thập niên 1550
Thập niên 1550 là thập niên diễn ra từ năm 1550 đến 1559.